# Akonangui FC
Der Akonangui Fútbol Club ist ein äquatorialguineischer Fußballverein aus Ebebiyín.

## Geschichte
Der Akonangui FC gewann im Jahr 1979 zum ersten Mal den nationalen Pokalwettbewerb. Diesen Erfolg konnte der Verein in den Jahren 1996, 2002 und 2007 wiederholen. Außerdem gewann der Klub 1992, 1999, 2001 und 2008 die nationale Meisterschaft. 2010 wurde der Verein aufgelöst, kehrte jedoch zwei Jahre später zum Spielbetrieb zurück und gewann im Jahr 2013 zum fünften Mal in der Vereinsgeschichte den äquatorialguineischen Meistertitel. Nach dem CD Elá Nguema ist der Akonangui FC damit der erfolgreichste Klub des Landes.

## Statistiken

### Nationale Erfolge
- Äquatorialguineascher Meister: 1992, 1999, 2001, 2008, 2013
- Äquatorialguineischer Pokalsieger: 1979, 1996, 2002, 2007

### Statistik in den CAF-Wettbewerben
Der Verein nahm zwischen 1993 und 2022 elfmal an afrikanischen Vereinswettbewerben teil: dabei gelangen drei Siege und fünf Unentschieden bei 16 Niederlagen und einem Torverhältnis von 8:37.
| Saison  | Wettbewerb                     | Runde           | Gegner                    | Gesamt          | Hin     | Rück    |
| ------- | ------------------------------ | --------------- | ------------------------- | --------------- | ------- | ------- |
| 1993    | African Cup of Champions Clubs | Vorrunde        | TP USCA Bangui            | 1:4             | 1:2 (H) | 0:2 (A) |
| 1997    | African Cup Winners’ Cup       | Vorrunde        | Renaissance FC            | 1:7             | 0:3 (A) | 1:4 (H) |
| 2000    | CAF Champions League           | Vorrunde        | CD Primeiro de Agosto     | 0:5             | 0:4 (A) | 0:1 (H) |
| 2003    | African Cup Winners’ Cup       | Erste Runde     | Mount Cameroon FC         | 1:2             | 0:2 (A) | 1:0 (H) |
| 2006    | CAF Confederation Cup          | Vorrunde        | Impôts FC                 | 0:0 (5:4 i. E.) | 0:0 (H) | 0:0 (A) |
| 2006    | CAF Confederation Cup          | Erste Runde     | Lobi Stars                | 1:1 (5:6 i. E.) | 1:0 (H) | 0:1 (A) |
| 2008    | CAF Confederation Cup          | Vorrunde        | AS Maniema Union          | 0:3             | 0:3 (A) | 0:0 (H) |
| 2009    | CAF Champions League           | Zwischenrunde 1 | SCAF Tocages Bangui       | 1:1 (5:4 i. E.) | 0:1 (A) | 1:0 (H) |
| 2014    | CAF Champions League           | Vorrunde        | Les Astres FC             | 0:4             | 0:3 (A) | 0:1 (H) |
| 2019/20 | CAF Confederation Cup          | Vorrunde        | AshantiGold SC            | 1:4             | 1:1 (H) | 0:3 (A) |
| 2020/21 | CAF Champions League           | Vorrunde        | Atlético Petróleos Luanda | 2:3             | 0:1 (H) | 2:2 (A) |
| 2021/22 | CAF Champions League           | Vorrunde        | Zanaco FC                 | 0:3             | 0:2 (H) | 0:1 (A) |